# Памятник собаке-космонавту Звёздочке (Ижевск)
Памятник собаке-космонавту Звёздочке  был установлен 25 марта 2006 года в Ижевске в честь годовщины космического полёта собаки-космонавта Звёздочки 25 марта 1961 года. Скульптор — Павел Медведев.

## История
25 марта 1961 года над селом Фоки Чайковского района Пермского края прогремел взрыв. Люди увидели, как на двух парашютах спускается человек и космический аппарат. Это был манекен и спускаемый аппарат, в котором находилась собака-космонавт Звёздочка. Из-за погодных условий специальная поисковая группа не смогла приступить к работе. За помощью обратились в Ижевский аэропорт, и поиск спускаемого аппарата возглавил ижевский лётчик Лев Карлович Оккельман. После того, как корабль был найден, поисковый отряд решил переночевать на месте приземления. Затем Звёздочку перевезли в Ижевский аэропорт, где она прожила некоторое время.

### Установка памятника
Идея установки памятника принадлежит ижевскому журналисту Сергею Пахомову. Как отмечает скульптор, выбор места был не случаен. Памятник Звёздочке установлен у бывшей взлётной полосы старого Ижевского аэродрома, где собаку-космонавта встречали из космоса, у дома по адресу улица Молодёжная, 34.
Памятник представляет собой чугунную модель спускаемого аппарата с открытым люком, из которого выглядывает Звёздочка. На скульптуре выгравирована история собаки-космонавта, а также указаны имена 50 специалистов, проложивших стране дорогу в космос (так называемый «Список Звёздочки»). Текст продублирован и для слепых людей.
Главным лицом на открытии памятника был ветеран авиации Лев Оккельман. Он примерил ладонь на отпечаток, сделанный в чугуне, и уверенно сказал: «Совпадает!».